# God Is a Bullet
God Is a Bullet es el noveno álbum de estudio de la banda británica de rock gótico The Mission, publicado en 2007 por el sello SPV Records. Al igual que el disco Aura de 2001, es considerado como el gran regreso a los sonidos de sus primeros trabajos y la prensa alabó la letra de los temas.
Cabe señalar que en el tema «Grotesque» colabora el guitarrista fundador Simon Hinkler, siendo su primera aparición en algún álbum de la banda desde su salida en a mediados de 1991.

## Lista de canciones
Todas las canciones escritas por The Mission.

| N.º | Título                                      | Duración |  |
| 1.  | «Still Deep Waters»                         | 3:10     |  |
| 2.  | «Keep It in the Family»                     | 3:59     |  |
| 3.  | «Belladonna»                                | 3:34     |  |
| 4.  | «To Love & to Kill With the Very Same Hand» | 4:27     |  |
| 5.  | «Aquarius & Gemini»                         | 3:42     |  |
| 6.  | «Blush»                                     | 3:47     |  |
| 7.  | «Chinese Burn»                              | 4:59     |  |
| 8.  | «Father»                                    | 5:55     |  |
| 9.  | «Hdshrinkerea»                              | 4:28     |  |
| 10. | «Draped in Red»                             | 4:55     |  |
| 11. | «Running with Scissors»                     | 4:27     |  |
| 12. | «In Sihouette»                              | 4:05     |  |
| 13. | «Dumb»                                      | 4:49     |  |
| 14. | «Absolution»                                | 4:46     |  |
| 15. | «Grotesque»                                 | 6:34     |  |

## Músicos
| Músicos de la banda - Wayne Hussey: voz, guitarra eléctrica y piano - Mark Twhaite: guitarra eléctrica, trompeta, trombón y coros - Richard Vernom: bajo - Steve Spring: batería | Músicos invitados - Simon Hinkler: guitarra en «Grotesque» - Julianne Regan: coros en «Still Deep Waters» y «Aquarius & Gemini» - Tim Bricheno: guitarra en «Running with Scissors», «Absolution» y «Blush» - Caroline Dale: chelo y sección de cuerdas en «Draped in Red», «Aquarius & Gemini», «Dumb» y «Grotesque» - Cathy Thompson: violín en «Draped in Red», «Aquarius & Gemini», «Dumb» y «Grotesque» |